# Giải quần vợt Mỹ Mở rộng 2022
Giải quần vợt Mỹ Mở rộng 2022 là lần thứ 142 Giải quần vợt Mỹ Mở rộng được tổ chức và là giải Grand Slam cuối cùng trong năm. Giải đấu thi đấu trên mặt sân cứng ngoài trời tại USTA Billie Jean King National Tennis Center ở Thành phố New York.
Daniil Medvedev là đương kim vô địch nội dung đơn nam, nhưng thua ở vòng 4 trước Nick Kyrgios. Emma Raducanu là đương kim vô địch nội dung đơn nữ, nhưng thua ở vòng 1 trước Alizé Cornet.
Carlos Alcaraz là nhà vô địch nội dung đơn nam. Iga Świątek là nhà vô địch nội dung đơn nữ.

## Giải đấu
Giải quần vợt Mỹ Mở rộng 2022 là lần thứ 142 giải đấu được tổ chức và diễn ra tại USTA Billie Jean King National Tennis Center ở Flushing Meadows–Corona Park tại Queens ở Thành phố New York, New York, Hoa Kỳ. Giải đấu được thi đấu trên mặt sân cứng và được diễn ra trên 15 sân với mặt sân Laykold, trong đó có 3 sân chính – Sân vận động Arthur Ashe, Sân vận động Louis Armstrong và Grandstand.
Giải đấu được điều hành bởi Liên đoàn Quần vợt Quốc tế (ITF) và là một phần của lịch thi đấu ATP Tour 2022 và WTA Tour 2022 dưới thể loại Grand Slam. Giải đấu bao gồm các nội dung đơn và đôi của nam và nữ, với nội dung đôi trở lại với 64 tay vợt, và nội dung đơn vẫn giữ nguyên 128 tay vợt. Giải đấu cũng có các nội dung đơn và đôi cho các vận động viên nam trẻ và nữ trẻ (dưới 18 tuổi), là một phần ở thể loại Hạng A của giải đấu.
Đây là lần đầu tiên tại bất kỳ giải Grand Slam, huấn luyện viên được phép chỉ đạo từ trên khán đài.

## Điểm và tiền thưởng

### Phân phối điểm
Dưới đây là bảng phân bố điểm cho từng giai đoạn của giải đấu.

#### Vận động viên chuyên nghiệp
| Sự kiện | VĐ   | CK   | BK  | TK  | V4  | V3  | V2 | V1 | Q  | Q3 | Q2 | Q1 |
| Đơn nam | 2000 | 1200 | 720 | 360 | 180 | 90  | 45 | 10 | 25 | 16 | 8  | 0  |
| Đôi nam | 2000 | 1200 | 720 | 360 | 180 | 90  | 0  | —  | —  | —  | —  | —  |
| Đơn nữ  | 2000 | 1300 | 780 | 430 | 240 | 130 | 70 | 10 | 40 | 30 | 20 | 2  |
| Đôi nữ  | 2000 | 1300 | 780 | 430 | 240 | 130 | 10 | —  | —  | —  | —  | —  |

| Sự kiện  | VĐ  | CK  | BK/Hạng 3 | TK/Hạng 4 |
| Đơn      | 800 | 500 | 375       | 100       |
| Đôi      | 800 | 500 | 100       | —         |
| Đơn quad | 800 | 500 | 375       | 100       |
| Đôi quad | 800 | 100 | —         | —         |

| Sự kiện     | VĐ   | CK  | BK  | TK  | Vòng 1/16 | Vòng 1/32 | Q  | Q3 |
| Đơn nam trẻ | 1000 | 600 | 370 | 200 | 100       | 45        | 30 | 20 |
| Đơn nữ trẻ  | 1000 | 600 | 370 | 200 | 100       | 45        | 30 | 20 |
| Đôi nam trẻ | 750  | 450 | 275 | 150 | 75        | —         | —  | —  |
| Đôi nữ trẻ  | 750  | 450 | 275 | 150 | 75        | —         | —  | —  |

### Tiền thưởng
Tổng số tiền của Giải quần vợt Mỹ Mở rộng 2022 là $60 triệu ($60,102,000), tăng 4.59% so với giải đấu năm 2021 và là giải đấu có số tiền thưởng cao nhất trong tất cả các giải Grand Slam.
| Sự kiện    | VĐ         | CK         | BK       | TK       | Vòng 1/16 | Vòng 1/32 | Vòng 1/64 | Vòng 1/128 | Q3      | Q2      | Q1      |
| Đơn        | $2,600,000 | $1,300,000 | $705,000 | $445,000 | $278,000  | $188,000  | $121,000  | $80,000    | $44,000 | $33,600 | $21,100 |
| Đôi        | $688,000   | $344,000   | $172,000 | $97,500  | $56,400   | $35,800   | $21,300   | N/A        | N/A     | N/A     | N/A     |
| Đôi nam nữ | $163,000   | $81,500    | $42,000  | $23,200  | $14,200   | $8,300    | N/A       | N/A        | N/A     | N/A     | N/A     |

## Tóm tắt kết quả
Đơn nam
| Nhà vô địch              | Nhà vô địch                  | Á quân                      | Á quân                     |
| ------------------------ | ---------------------------- | --------------------------- | -------------------------- |
| Carlos Alcaraz [3]       | Carlos Alcaraz [3]           | Casper Ruud [5]             | Casper Ruud [5]            |
| Thua bán kết             |                              |                             |                            |
| Karen Khachanov [27]     | Karen Khachanov [27]         | Frances Tiafoe [22]         | Frances Tiafoe [22]        |
| Thua tứ kết              |                              |                             |                            |
| Nick Kyrgios [23]        | Matteo Berrettini [13]       | Jannik Sinner [11]          | Andrey Rublev [9]          |
| Thua vòng 4              |                              |                             |                            |
| Daniil Medvedev [1]      | Pablo Carreño Busta [12]     | Alejandro Davidovich Fokina | Corentin Moutet (LL)       |
| Ilya Ivashka             | Marin Čilić [15]             | Cameron Norrie [7]          | Rafael Nadal [2]           |
| Thua vòng 3              |                              |                             |                            |
| Wu Yibing (Q)            | J. J. Wolf (WC)              | Alex de Minaur (18)         | Jack Draper                |
| Daniel Elahi Galán (Q)   | Andy Murray                  | Pedro Cachín                | Tommy Paul (29)            |
| Lorenzo Musetti (26)     | Brandon Nakashima            | Dan Evans (20)              | Jenson Brooksby            |
| Holger Rune (28)         | Denis Shapovalov (9)         | Diego Schwartzman (14)      | Richard Gasquet            |
| Thua vòng 2              |                              |                             |                            |
| Arthur Rinderknech       | Nuno Borges (Q)              | Benjamin Bonzi              | Alejandro Tabilo           |
| Alexander Bublik         | Cristian Garín               | Thiago Monteiro             | Félix Auger-Aliassime (6)  |
| Jordan Thompson          | Márton Fucsovics             | Emilio Nava (WC)            | Hugo Grenier (LL)          |
| Brandon Holt (Q)         | Botic van de Zandschulp (21) | Sebastian Korda             | Tim van Rijthoven          |
| Hubert Hurkacz (8)       | Gijs Brouwer (Q)             | Grigor Dimitrov (17)        | Christopher Eubanks (Q)    |
| Albert Ramos Viñolas     | James Duckworth              | Borna Ćorić (25/PR)         | Federico Coria             |
| João Sousa               | John Isner                   | Roberto Carballés Baena     | Kwon Soon-woo              |
| Alexei Popyrin           | Jason Kubler                 | Miomir Kecmanović (32)      | Fabio Fognini              |
| Thua vòng 1              |                              |                             |                            |
| Stefan Kozlov            | Quentin Halys                | Ben Shelton (WC)            | Nikoloz Basilashvili (31)  |
| Thanasi Kokkinakis       | Ugo Humbert (WC)             | Kamil Majchrzak             | Roberto Bautista Agut (16) |
| Dominic Thiem (WC)       | Alexander Bublik             | Jiří Lehečka                | Filip Krajinović           |
| Denis Kudla              | Alex Molčan                  | Emil Ruusuvuori             | Alexander Ritschard (Q)    |
| Stefanos Tsitsipas (4)   | Lorenzo Sonego               | Yoshihito Nishioka          | Maxime Cressy [30]         |
| Francisco Cerúndolo (24) | John Millman                 | Tomás Martín Etcheverry     | Nicolás Jarry (Q)          |
| Taylor Fritz (10)        | Aljaž Bedene (PR)            | Stan Wawrinka (PR)          | Tomáš Macháč (Q)           |
| Bernabé Zapata Miralles  | Facundo Bagnis (Q)           | Zhang Zhizhen (Q)           | Kyle Edmund (PR)           |
| Oscar Otte               | Sam Querrey (WC)             | Adrian Mannarino            | David Goffin               |
| Steve Johnson            | Pavel Kotov (Q)              | Pedro Martínez              | Daniel Altmaier            |
| Maximilian Marterer (Q)  | Norbert Gombos               | Christopher O'Connell       | Jiří Veselý                |
| Enzo Couacaud (Q)        | Dušan Lajović                | Tallon Griekspoor           | Sebastián Báez             |
| Benoît Paire             | Mackenzie McDonald           | Federico Delbonis (Q)       | Peter Gojowczyk            |
| Marc-Andrea Hüsler       | Jaume Munar                  | Fernando Verdasco (LL)      | Laslo Đere                 |
| Jack Sock                | Tseng Chun-hsin              | Mikael Ymer                 | Marcos Giron               |
| Learner Tien (WC)        | Taro Daniel                  | Aslan Karatsev              | Rinky Hijikata (WC)        |

Đơn nữ
| Nhà vô địch              | Nhà vô địch                | Á quân                     | Á quân                       |
| ------------------------ | -------------------------- | -------------------------- | ---------------------------- |
| Iga Świątek [1]          | Iga Świątek [1]            | Ons Jabeur [5]             | Ons Jabeur [5]               |
| Thua bán kết             |                            |                            |                              |
| Aryna Sabalenka [6]      | Aryna Sabalenka [6]        | Caroline Garcia [17]       | Caroline Garcia [17]         |
| Thua tứ kết              |                            |                            |                              |
| Jessica Pegula [8]       | Karolína Plíšková [22]     | Coco Gauff [12]            | Ajla Tomljanović             |
| Thua vòng 4              |                            |                            |                              |
| Jule Niemeier            | Petra Kvitová [21]         | Victoria Azarenka [26]     | Danielle Collins [19]        |
| Zhang Shuai              | Alison Riske-Amritraj [29] | Veronika Kudermetova [18]  | Liudmila Samsonova           |
| Thua vòng 3              |                            |                            |                              |
| Lauren Davis             | Zheng Qinwen               | Garbiñe Muguruza (9)       | Yuan Yue (Q)                 |
| Petra Martić             | Belinda Bencic (13)        | Alizé Cornet               | Clara Burel (Q)              |
| Rebecca Marino           | Madison Keys (12)          | Bianca Andreescu           | Wang Xiyu                    |
| Shelby Rogers (31)       | Dalma Gálfi                | Aleksandra Krunić          | Serena Williams (PR)         |
| Thua vòng 2              |                            |                            |                              |
| Sloane Stephens          | Ekaterina Alexandrova [28] | Yulia Putintseva           | Anastasia Potapova           |
| Linda Fruhvirtová (Q)    | Anhelina Kalinina          | Irina-Camelia Begu         | Aliaksandra Sasnovich        |
| Paula Badosa (4)         | Marta Kostyuk              | Marie Bouzková             | Sorana Cîrstea               |
| Kateřina Siniaková       | Cristina Bucșa (Q)         | Alison Van Uytvanck        | Kaia Kanepi                  |
| Daria Snigur (Q)         | Anna Karolína Schmiedlová  | Camila Giorgi              | Elena-Gabriela Ruse          |
| Beatriz Haddad Maia (15) | Anna Kalinskaya            | Camila Osorio              | Maria Sakkari (3)            |
| Elizabeth Mandlik (WC)   | Viktória Kužmová (Q)       | Maryna Zanevska            | Harriet Dart                 |
| Leylah Fernandez (14)    | Barbora Krejčíková (23)    | Evgeniya Rodina (PR)       | Anett Kontaveit (2)          |
| Thua vòng 1              |                            |                            |                              |
| Jasmine Paolini          | Greet Minnen               | Lucia Bronzetti            | Peyton Stearns (WC)          |
| Amanda Anisimova (24)    | Sofia Kenin (WC)           | Claire Liu                 | Jeļena Ostapenko (16)        |
| Clara Tauson             | Wang Xinyu                 | Bernarda Pera              | Erika Andreeva (Q)           |
| Elise Mertens (32)       | Jaimee Fourlis (WC)        | Elisabetta Cocciaretto (Q) | Viktorija Golubic (Q)        |
| Lesia Tsurenko           | Varvara Gracheva           | Mayar Sherif               | Ashlyn Krueger (WC)          |
| Magda Linette            | Linda Nosková (Q)          | Laura Siegemund (PR)       | Andrea Petkovic              |
| Emma Raducanu (11)       | Taylor Townsend (PR)       | Kaja Juvan                 | Naomi Osaka                  |
| Elena Rybakina (25)      | Venus Williams (WC)        | Tereza Martincová          | Catherine Harrison (Q)       |
| Simona Halep (7)         | Magdalena Fręch            | Nadia Podoroska (PR)       | Jil Teichmann (30)           |
| Dayana Yastremska        | Anna Bondár                | Daria Saville              | Léolia Jeanjean (Q)          |
| Ana Konjuh               | Harmony Tan (WC)           | Rebecca Peterson           | Kamilla Rakhimova (LL)       |
| Eleana Yu (WC)           | Ann Li                     | Diane Parry                | Tatjana Maria                |
| Madison Brengle          | Tamara Zidanšek            | Sara Sorribes Tormo        | Arantxa Rus                  |
| Donna Vekić              | CoCo Vandeweghe (WC)       | Nuria Párrizas Díaz        | Daria Kasatkina (10)         |
| Océane Dodin             | Sára Bejlek (Q)            | Elina Avanesyan (Q)        | Fernanda Contreras Gómez (Q) |
| Martina Trevisan (27)    | Karolína Muchová (PR)      | Danka Kovinić              | Jaqueline Cristian           |

## Tóm tắt từng ngày

### Ngày 1 (29 tháng 8)
- Hạt giống bị loại:
  - Đơn nam:  Stefanos Tsitsipas [4],  Taylor Fritz [10],  Roberto Bautista Agut [16],  Francisco Cerúndolo [24],  Maxime Cressy [30],  Nikoloz Basilashvili [31]
  - Đơn nữ:  Simona Halep [7],  Daria Kasatkina [10],  Martina Trevisan [27],  Jil Teichmann [30]
- Lịch thi đấu Lưu trữ ngày 3 tháng 9 năm 2022 tại Wayback Machine

| Trận đấu trên Sân chính | Trận đấu trên Sân chính                | Trận đấu trên Sân chính                | Trận đấu trên Sân chính                |
| Trận đấu trên Sân vận động Arthur Ashe | Trận đấu trên Sân vận động Arthur Ashe | Trận đấu trên Sân vận động Arthur Ashe | Trận đấu trên Sân vận động Arthur Ashe |
| Sự kiện | Người thắng trận                       | Người thua cuộc                        | Tỷ số                                  |
| --- | -------------------------------------- | -------------------------------------- | -------------------------------------- |
| Vòng 1 đơn nam | Daniil Medvedev [1]                    | Stefan Kozlov                          | 6–2, 6–4, 6–0                          |
| Vòng 1 đơn nữ | Coco Gauff [12]                        | Léolia Jeanjean [Q]                    | 6–2, 6–3                               |
| Trận đấu khai mạc ban đêm Giải quần vợt Mỹ Mở rộng 2022 |                                        |                                        |                                        |
| Vòng 1 đơn nữ | Serena Williams [PR]                   | Danka Kovinić                          | 6–3, 6–3                               |
| Vòng 1 đơn nam | Nick Kyrgios [23]                      | Thanasi Kokkinakis                     | 6–3, 6–4, 7–6(7–4)                     |
| Trận đấu trên Sân vận động Louis Armstrong |                                        |                                        |                                        |
| Sự kiện | Người thắng trận                       | Người thua cuộc                        | Tỷ số                                  |
| Vòng 1 đơn nam | Andy Murray                            | Francisco Cerúndolo [24]               | 7–5, 6–3, 6–3                          |
| Vòng 1 đơn nữ | Daria Snigur [Q]                       | Simona Halep [7]                       | 6–2, 0–6, 6–4                          |
| Vòng 1 đơn nữ | Madison Keys [20]                      | Dayana Yastremska                      | 7–6(7–3), 6–3                          |
| Vòng 1 đơn nam | Daniel Elahi Galán [Q]                 | Stefanos Tsitsipas [4]                 | 6–0, 6–1, 3–6, 7–5                     |
| Vòng 1 đơn nữ | Leylah Fernandez [14]                  | Océane Dodin                           | 6–3, 6–4                               |
| Trận đấu trên sân Grandstand |                                        |                                        |                                        |
| Sự kiện | Người thắng trận                       | Người thua cuộc                        | Tỷ số                                  |
| Vòng 1 đơn nữ | Maria Sakkari [3]                      | Tatjana Maria                          | 6–4, 3–6, 6–0                          |
| Vòng 1 đơn nữ | Bianca Andreescu                       | Harmony Tan [WC]                       | 6–0, 3–6, 6–1                          |
| Vòng 1 đơn nam | Félix Auger-Aliassime [6]              | Alexander Ritschard [Q]                | 6–3, 6–4, 3–6, 6–3                     |
| Vòng 1 đơn nam | Brandon Holt [Q]                       | Taylor Fritz [10]                      | 6–7(3–7), 7–6(7–1), 6–3, 6–4           |
| Trận đấu được tô màu là trận đấu diễn ra vào ban đêm |                                        |                                        |                                        |
| Các trận đấu bắt đầu vào 12 giờ sáng (Sân vận động Arthur Ashe) và 11 giờ sáng (các sân khác), các trận đấu ban đêm bắt đầu vào 7 giờ tối Múi giờ miền Đông (EDT) |                                        |                                        |                                        |

### Ngày 2 (30 tháng 8)
- Hạt giống bị loại:
  - Đơn nữ:  Emma Raducanu [11],  Jeļena Ostapenko [16],  Amanda Anisimova [24],  Elena Rybakina [25],  Elise Mertens [32]
- Lịch thi đấu Lưu trữ ngày 10 tháng 9 năm 2022 tại Wayback Machine

| Trận đấu trên Sân chính | Trận đấu trên Sân chính                | Trận đấu trên Sân chính                | Trận đấu trên Sân chính                |
| Trận đấu trên Sân vận động Arthur Ashe | Trận đấu trên Sân vận động Arthur Ashe | Trận đấu trên Sân vận động Arthur Ashe | Trận đấu trên Sân vận động Arthur Ashe |
| Sự kiện | Người thắng trận                       | Người thua cuộc                        | Tỷ số                                  |
| --- | -------------------------------------- | -------------------------------------- | -------------------------------------- |
| Vòng 1 đơn nam | Carlos Alcaraz [3]                     | Sebastián Báez                         | 7–5, 7–5, 2–0, bỏ cuộc                 |
| Vòng 1 đơn nữ | Alison Van Uytvanck                    | Venus Williams [WC]                    | 6–1, 7–6(7–5)                          |
| Vòng 1 đơn nam | Rafael Nadal [2]                       | Rinky Hijikata [WC]                    | 4–6, 6–2, 6–3, 6–3                     |
| Vòng 1 đơn nữ | Danielle Collins [19]                  | Naomi Osaka                            | 7–6(7–5), 6–3                          |
| Trận đấu trên Sân vận động Louis Armstrong |                                        |                                        |                                        |
| Sự kiện | Người thắng trận                       | Người thua cuộc                        | Tỷ số                                  |
| Vòng 1 đơn nữ | Iga Świątek [1]                        | Jasmine Paolini                        | 6–3, 6–0                               |
| Vòng 1 đơn nữ | Sloane Stephens                        | Greet Minnen                           | 1–6, 6–3, 6–3                          |
| Vòng 1 đơn nam | Jannik Sinner [11]                     | Daniel Altmaier                        | 5–7, 6–2, 6–1, 3–6, 6–1                |
| Vòng 1 đơn nữ | Alizé Cornet                           | Emma Raducanu [11]                     | 6–3, 6–3                               |
| Vòng 1 đơn nam | Diego Schwartzman [14]                 | Jack Sock                              | 3–6, 5–7, 6–0, 1–0, retired            |
| Trận đấu trên sân Grandstand |                                        |                                        |                                        |
| Sự kiện | Người thắng trận                       | Người thua cuộc                        | Tỷ số                                  |
| Vòng 1 đơn nữ | Jessica Pegula [8]                     | Viktorija Golubic [Q]                  | 6–2, 6–2                               |
| Vòng 1 đơn nam | John Isner                             | Federico Delbonis [Q]                  | 6–3, 6–1, 7–5                          |
| Vòng 1 đơn nam | Marin Čilić [15]                       | Maximilian Marterer [Q]                | 6–3, 6–2, 7–5                          |
| Vòng 1 đơn nữ | Yulia Putintseva                       | Amanda Anisimova [24]                  | 6–3, 6–3                               |
| Vòng 1 đơn nữ | Jule Niemeier                          | Sofia Kenin [WC]                       | 7–6(7–3), 6–4                          |
| Trận đấu được tô màu là trận đấu diễn ra vào ban đêm |                                        |                                        |                                        |
| Các trận đấu bắt đầu vào 12 giờ sáng (Sân vận động Arthur Ashe) và 11 giờ sáng (các sân khác), các trận đấu ban đêm bắt đầu vào 7 giờ tối Múi giờ miền Đông (EDT) |                                        |                                        |                                        |

### Ngày 3 (31 tháng 8)
- Hạt giống bị loại:
  - Đơn nam:  Félix Auger-Aliassime [6],  Botic van de Zandschulp [21]
  - Đơn nữ:  Anett Kontaveit [2],  Maria Sakkari [3],  Leylah Fernandez [14],  Beatriz Haddad Maia [15],  Barbora Krejcikova [23]
  - Đôi nam:  Marcel Granollers /  Horacio Zeballos [5],  Nicolas Mahut /  Édouard Roger-Vasselin [16]
- Lịch thi đấu Lưu trữ ngày 12 tháng 9 năm 2022 tại Wayback Machine

| Trận đấu trên Sân chính | Trận đấu trên Sân chính                | Trận đấu trên Sân chính                | Trận đấu trên Sân chính                |
| Trận đấu trên Sân vận động Arthur Ashe | Trận đấu trên Sân vận động Arthur Ashe | Trận đấu trên Sân vận động Arthur Ashe | Trận đấu trên Sân vận động Arthur Ashe |
| Sự kiện | Người thắng trận                       | Người thua cuộc                        | Tỷ số                                  |
| --- | -------------------------------------- | -------------------------------------- | -------------------------------------- |
| Vòng 2 đơn nam | Andy Murray                            | Emilio Nava [WC]                       | 5–7, 6–3, 6–1, 6–0                     |
| Vòng 2 đơn nữ | Coco Gauff [12]                        | Elena-Gabriela Ruse                    | 6–2, 7–6(7–4)                          |
| Vòng 2 đơn nữ | Serena Williams [PR]                   | Anett Kontaveit [2]                    | 7–6(7–4), 2–6, 6–2                     |
| Vòng 2 đơn nam | Daniil Medvedev [1]                    | Arthur Rinderknech                     | 6–2, 7–5, 6–3                          |
| Trận đấu trên Sân vận động Louis Armstrong |                                        |                                        |                                        |
| Sự kiện | Người thắng trận                       | Người thua cuộc                        | Tỷ số                                  |
| Vòng 2 đơn nữ | Wang Xiyu                              | Maria Sakkari [3]                      | 3–6, 7–5, 7–5                          |
| Vòng 2 đơn nữ | Madison Keys [20]                      | Camila Giorgi                          | 6–4, 5–7, 7–6(10–6)                    |
| Vòng 2 đơn nam | Nick Kyrgios [23]                      | Benjamin Bonzi                         | 7–6(7–3), 6–4, 4–6, 6–4                |
| Vòng 2 đơn nam | Jack Draper                            | Félix Auger-Aliassime [6]              | 6–4, 6–4, 6–4                          |
| Vòng 2 đơn nữ | Bianca Andreescu                       | Beatriz Haddad Maia [15]               | 6–2, 6–4                               |
| Trận đấu trên sân Grandstand |                                        |                                        |                                        |
| Sự kiện | Người thắng trận                       | Người thua cuộc                        | Tỷ số                                  |
| Vòng 2 đơn nữ | Ons Jabeur [5]                         | Elizabeth Mandlik [WC]                 | 7–5, 6–2                               |
| Vòng 2 đơn nam | Matteo Berrettini [13]                 | Hugo Grenier [LL]                      | 2–6, 6–1, 7–6(7–4), 7–6(9–7)           |
| Vòng 2 đơn nam | Tommy Paul [29]                        | Sebastian Korda                        | 6–0, 3–6, 4–6, 6–3, 6–4                |
| Vòng 2 đơn nữ | Liudmila Samsonova                     | Leylah Fernandez [14]                  | 6–3, 7–6(7–3)                          |
| Trận đấu được tô màu là trận đấu diễn ra vào ban đêm |                                        |                                        |                                        |
| Các trận đấu bắt đầu vào 12 giờ sáng (Sân vận động Arthur Ashe) và 11 giờ sáng (các sân khác), các trận đấu ban đêm bắt đầu vào 7 giờ tối Múi giờ miền Đông (EDT) |                                        |                                        |                                        |

### Ngày 4 (1 tháng 9)
- Hạt giống bị loại:
  - Đơn nam:  Hubert Hurkacz [8],  Grigor Dimitrov [17],  Borna Ćorić [25],  Miomir Kecmanović [32]
  - Đơn nữ:  Paula Badosa [4],  Ekaterina Alexandrova [28]
  - Đôi nam:  Rohan Bopanna /  Matwé Middelkoop [9],  Santiago González /  Andrés Molteni [14]
  - Đôi nữ:  Coco Gauff /  Jessica Pegula [2]
  - Đôi nam nữ:  Giuliana Olmos /  Marcelo Arévalo [3]
- Lịch thi đấu Lưu trữ ngày 31 tháng 8 năm 2022 tại Wayback Machine

| Trận đấu trên Sân chính | Trận đấu trên Sân chính                 | Trận đấu trên Sân chính                  | Trận đấu trên Sân chính                |
| Trận đấu trên Sân vận động Arthur Ashe | Trận đấu trên Sân vận động Arthur Ashe  | Trận đấu trên Sân vận động Arthur Ashe   | Trận đấu trên Sân vận động Arthur Ashe |
| Sự kiện | Người thắng trận                        | Người thua cuộc                          | Tỷ số                                  |
| --- | --------------------------------------- | ---------------------------------------- | -------------------------------------- |
| Vòng 2 đơn nữ | Iga Świątek [1]                         | Sloane Stephens                          | 6–3, 6–2                               |
| Vòng 2 đơn nam | Carlos Alcaraz [3]                      | Federico Coria                           | 6–1, 6–2, 7–5                          |
| Vòng 1 đôi nữ | Lucie Hradecká Linda Nosková            | Serena Williams [WC] Venus Williams [WC] | 7–6(7–5), 6–4                          |
| Vòng 2 đơn nam | Rafael Nadal [2]                        | Fabio Fognini                            | 2–6, 6–4, 6–2, 6–1                     |
| Trận đấu trên Sân vận động Louis Armstrong |                                         |                                          |                                        |
| Sự kiện | Người thắng trận                        | Người thua cuộc                          | Tỷ số                                  |
| Vòng 2 đơn nữ | Jessica Pegula [8]                      | Aliaksandra Sasnovich                    | 6–4, 6–4                               |
| Vòng 2 đơn nam | Jannik Sinner [11]                      | Christopher Eubanks [Q]                  | 6–4, 7–6(10–8), 6–2                    |
| Vòng 2 đơn nữ | Garbiñe Muguruza [9]                    | Linda Fruhvirtová [Q]                    | 6–0, 6–4                               |
| Vòng 2 đơn nữ | Danielle Collins [19]                   | Cristina Bucșa [Q]                       | 6–2, 7–5                               |
| Vòng 1 đôi nam | Thanasi Kokkinakis [8] Nick Kyrgios [8] | Hugo Gaston Lorenzo Musetti              | 4–6, 6–3, 6–4                          |
| Trận đấu trên sân Grandstand |                                         |                                          |                                        |
| Sự kiện | Người thắng trận                        | Người thua cuộc                          | Tỷ số                                  |
| Vòng 2 đơn nam | Jenson Brooksby                         | Borna Ćorić [25/PR]                      | 6–4, 7–6(12–10), 6–1                   |
| Vòng 2 đơn nữ | Petra Kvitová [21]                      | Anhelina Kalinina                        | Bỏ cuộc trước trận đấu                 |
| Vòng 2 đơn nữ | Alizé Cornet                            | Kateřina Siniaková                       | 6–1, 1–6, 6–3                          |
| Vòng 1 đôi nữ | Leylah Fernandez Daria Saville          | Coco Gauff [2] Jessica Pegula [2]        | 3–6, 7–5, 7–6(10–5)                    |
| Vòng 2 đơn nam | Frances Tiafoe [22]                     | Jason Kubler                             | 7–6(7–3), 7–5, 7–6(7–2)                |
| Trận đấu được tô màu là trận đấu diễn ra vào ban đêm |                                         |                                          |                                        |
| Các trận đấu bắt đầu vào 12 giờ sáng (Sân vận động Arthur Ashe) và 11 giờ sáng (các sân khác), các trận đấu ban đêm bắt đầu vào 7 giờ tối Múi giờ miền Đông (EDT) |                                         |                                          |                                        |

### Ngày 5 (2 tháng 9)
Serena Williams chơi trận đấu cuối cùng trong sự nghiệp của cô. Cô thua sau 3 set trước Ajla Tomljanović.
- Hạt giống bị loại:
  - Đơn nam:  Alex de Minaur [18],  Tommy Paul [29]
  - Đơn nữ:  Madison Keys [20],  Shelby Rogers [31]
  - Đôi nam:  Ivan Dodig /  Austin Krajicek [7],  Jamie Murray /  Bruno Soares [10],  Kevin Krawietz /  Andreas Mies [12]
  - Đôi nữ:  Veronika Kudermetova /  Elise Mertens [1],  Alicja Rosolska /  Erin Routliffe [16]
  - Đôi nam nữ:  Yang Zhaoxuan /  Rohan Bopanna [6],  Demi Schuurs /  Matwé Middelkoop [8]
- Lịch thi đấu Lưu trữ ngày 14 tháng 9 năm 2022 tại Wayback Machine

| Trận đấu trên Sân chính | Trận đấu trên Sân chính                | Trận đấu trên Sân chính                | Trận đấu trên Sân chính                |
| Trận đấu trên Sân vận động Arthur Ashe | Trận đấu trên Sân vận động Arthur Ashe | Trận đấu trên Sân vận động Arthur Ashe | Trận đấu trên Sân vận động Arthur Ashe |
| Sự kiện | Người thắng trận                       | Người thua cuộc                        | Tỷ số                                  |
| --- | -------------------------------------- | -------------------------------------- | -------------------------------------- |
| Vòng 3 đơn nam | Matteo Berrettini [13]                 | Andy Murray                            | 6–4, 6–4, 6–7(1–7), 6–3                |
| Vòng 3 đơn nữ | Coco Gauff [12]                        | Madison Keys [20]                      | 6–2, 6–3                               |
| Vòng 3 đơn nữ | Ajla Tomljanović                       | Serena Williams [PR]                   | 7-5, 6-7(4–7), 6-1                     |
| Vòng 3 đơn nam | Daniil Medvedev [1]                    | Wu Yibing [Q]                          | 6–4, 6–2, 6–2                          |
| Trận đấu trên Sân vận động Louis Armstrong |                                        |                                        |                                        |
| Sự kiện | Người thắng trận                       | Người thua cuộc                        | Tỷ số                                  |
| Vòng 3 đơn nữ | Ons Jabeur [5]                         | Shelby Rogers [31]                     | 4–6, 6–4, 6–3                          |
| Vòng 3 đơn nam | Casper Ruud [5]                        | Tommy Paul [29]                        | 7–6(7–3), 6–7(5–7), 7–6(7–2), 5–7, 6–0 |
| Vòng 3 đơn nữ | Caroline Garcia [17]                   | Bianca Andreescu                       | 6–3, 6–2                               |
| Vòng 3 đơn nam | Nick Kyrgios [23]                      | J. J. Wolf [WC]                        | 6–4, 6–2, 6–3                          |
| Trận đấu trên sân Grandstand |                                        |                                        |                                        |
| Sự kiện | Người thắng trận                       | Người thua cuộc                        | Tỷ số                                  |
| Vòng 2 đôi nam | Rajeev Ram [1] Joe Salisbury [1]       | Aslan Karatsev · Luke Saville          | 6–4, 6–3                               |
| Vòng 3 đơn nữ | Veronika Kudermetova [18]              | Dalma Gálfi                            | 6–2, 6–0                               |
| Vòng 3 đơn nam | Karen Khachanov [27]                   | Jack Draper                            | 6–3, 4–6, 6–5, bỏ cuộc                 |
| Vòng 3 đơn nam | Pablo Carreño Busta [12]               | Alex de Minaur [18]                    | 6–1, 6–1, 3–6, 7–6(7–5)                |
| Trận đấu được tô màu là trận đấu diễn ra vào ban đêm |                                        |                                        |                                        |
| Các trận đấu bắt đầu vào 12 giờ sáng (Sân vận động Arthur Ashe) và 11 giờ sáng (các sân khác), các trận đấu ban đêm bắt đầu vào 7 giờ tối Múi giờ miền Đông (EDT) |                                        |                                        |                                        |

### Ngày 6 (3 tháng 9)
- Hạt giống bị loại:
  - Đơn nam:  Diego Schwartzman [14],  Denis Shapovalov [19],  Dan Evans [20],  Lorenzo Musetti [26],  Holger Rune [28]
  - Đơn nữ:  Garbiñe Muguruza [9],  Belinda Bencic [13]
  - Đôi nam nữ:  Jessica Pegula /  Austin Krajicek [5],  Ellen Perez /  Michael Venus [7]
- Lịch thi đấu Lưu trữ ngày 4 tháng 9 năm 2022 tại Wayback Machine

| Trận đấu trên Sân chính | Trận đấu trên Sân chính                | Trận đấu trên Sân chính                | Trận đấu trên Sân chính                |
| Trận đấu trên Sân vận động Arthur Ashe | Trận đấu trên Sân vận động Arthur Ashe | Trận đấu trên Sân vận động Arthur Ashe | Trận đấu trên Sân vận động Arthur Ashe |
| Sự kiện | Người thắng trận                       | Người thua cuộc                        | Tỷ số                                  |
| --- | -------------------------------------- | -------------------------------------- | -------------------------------------- |
| Vòng 3 đơn nữ | Jessica Pegula [8]                     | Yuan Yue [Q]                           | 6–2, 6–7(6–8), 6–0                     |
| Vòng 3 đơn nam | Carlos Alcaraz [3]                     | Jenson Brooksby                        | 6–3, 6–3, 6–3                          |
| Vòng 3 đơn nam | Rafael Nadal [2]                       | Richard Gasquet                        | 6–0, 6–1, 7–5                          |
| Vòng 3 đơn nữ | Danielle Collins [19]                  | Alizé Cornet                           | 6–2, 7–6(11–9)                         |
| Trận đấu trên Sân vận động Louis Armstrong |                                        |                                        |                                        |
| Sự kiện | Người thắng trận                       | Người thua cuộc                        | Tỷ số                                  |
| Vòng 3 đơn nữ | Petra Kvitová [21]                     | Garbiñe Muguruza [9]                   | 5–7, 6–3, 7–6(12–10)                   |
| Vòng 3 đơn nữ | Victoria Azarenka [26]                 | Petra Martić                           | 6–3, 6–0                               |
| Vòng 3 đơn nam | Frances Tiafoe [22]                    | Diego Schwartzman [14]                 | 7–6(9–7), 6–4, 6–4                     |
| Vòng 3 đơn nữ | Iga Świątek [1]                        | Lauren Davis                           | 6–3, 6–4                               |
| Vòng 3 đơn nam | Jannik Sinner [11]                     | Brandon Nakashima                      | 3–6, 6–4. 6–1, 6–2                     |
| Trận đấu trên sân Grandstand |                                        |                                        |                                        |
| Sự kiện | Người thắng trận                       | Người thua cuộc                        | Tỷ số                                  |
| Vòng 3 đơn nam | Cameron Norrie [7]                     | Holger Rune [28]                       | 7–5, 6–4, 6–1                          |
| Vòng 3 đơn nam | Andrey Rublev [9]                      | Denis Shapovalov [19]                  | 6–4, 2–6, 6–7(3–7), 6–4, 7–6(10–7)     |
| Vòng 3 đơn nữ | Karolína Plíšková [22]                 | Belinda Bencic [13]                    | 5–7, 6–4, 6–3                          |
| Vòng 3 đơn nữ | Aryna Sabalenka [6]                    | Clara Burel [Q]                        | 6–0, 6–2                               |
| Trận đấu được tô màu là trận đấu diễn ra vào ban đêm |                                        |                                        |                                        |
| Các trận đấu bắt đầu vào 12 giờ sáng (Sân vận động Arthur Ashe) và 11 giờ sáng (các sân khác), các trận đấu ban đêm bắt đầu vào 7 giờ tối Múi giờ miền Đông (EDT) |                                        |                                        |                                        |

### Ngày 7 (4 tháng 9)
- Hạt giống bị loại:
  - Đơn nam:  Daniil Medvedev [1],  Pablo Carreño Busta [12]
  - Đơn nữ:  Veronika Kudermetova [18],  Alison Riske-Amritraj [29]
  - Đôi nam:  Simone Bolelli /  Fabio Fognini [15]
  - Đôi nữ:  Anna Danilina /  Beatriz Haddad Maia [8],  Asia Muhammad /  Ena Shibahara [9],  Alexa Guarachi /  Andreja Klepač [13],  Shuko Aoyama /  Chan Hao-ching [15]
  - Đôi nam nữ:  Desirae Krawczyk /  Neal Skupski [1]
- Lịch thi đấu Lưu trữ ngày 5 tháng 9 năm 2022 tại Wayback Machine

| Trận đấu trên Sân chính | Trận đấu trên Sân chính                        | Trận đấu trên Sân chính                   | Trận đấu trên Sân chính                |
| Trận đấu trên Sân vận động Arthur Ashe | Trận đấu trên Sân vận động Arthur Ashe         | Trận đấu trên Sân vận động Arthur Ashe    | Trận đấu trên Sân vận động Arthur Ashe |
| Sự kiện | Người thắng trận                               | Người thua cuộc                           | Tỷ số                                  |
| --- | ---------------------------------------------- | ----------------------------------------- | -------------------------------------- |
| Vòng 4 đơn nam | Casper Ruud [5]                                | Corentin Moutet [LL]                      | 6–1, 6–2, 6–7(4–7), 6–2                |
| Vòng 4 đơn nữ | Coco Gauff [12]                                | Zhang Shuai                               | 7–5, 7–5                               |
| Vòng 4 đơn nam | Nick Kyrgios [23]                              | Daniil Medvedev [1]                       | 7–6(13–11), 3–6, 6–3, 6–2              |
| Vòng 4 đơn nữ | Ons Jabeur [5]                                 | Veronika Kudermetova [18]                 | 7–6(7–1), 6–4                          |
| Trận đấu trên Sân vận động Louis Armstrong |                                                |                                           |                                        |
| Sự kiện | Người thắng trận                               | Người thua cuộc                           | Tỷ số                                  |
| Vòng 4 đơn nam | Matteo Berrettini [13]                         | Alejandro Davidovich Fokina               | 3–6, 7–6(7–2), 6–3, 4–6, 6–2           |
| Vòng 4 đơn nữ | Caroline Garcia [17]                           | Alison Riske-Amritraj [29]                | 6–4, 6–1                               |
| Vòng 4 đơn nam | Karen Khachanov [27]                           | Pablo Carreño Busta [12]                  | 4–6, 6–3, 6–1, 4–6, 6–3                |
| Vòng 4 đơn nữ | Ajla Tomljanović                               | Liudmila Samsonova                        | 7–6(10–8), 6–1                         |
| Trận đấu trên sân Grandstand |                                                |                                           |                                        |
| Sự kiện | Người thắng trận                               | Người thua cuộc                           | Tỷ số                                  |
| Vòng 3 đôi nam | Marcelo Arévalo [3] Jean-Julien Rojer [3]      | Quentin Halys Adrian Mannarino            | 6–4, 7–6(11–9)                         |
| Vòng 3 đôi nam | Rajeev Ram [1] Joe Salisbury [1]               | Simone Bolelli [15] Fabio Fognini [15]    | 6–1, 7–5                               |
| Vòng 3 đôi nữ | Nicole Melichar-Martinez [10] Ellen Perez [10] | Anna Danilina [8] Beatriz Haddad Maia [8] | 6–3, 6–3                               |
| Vòng 2 đôi nam nữ | Zhang Shuai [2] Mate Pavić [2]                 | Madison Keys [WC] Bjorn Fratangelo [WC]   | 6–4, 6–2                               |
| Trận đấu được tô màu là trận đấu diễn ra vào ban đêm |                                                |                                           |                                        |
| Các trận đấu bắt đầu vào 12 giờ sáng (Sân vận động Arthur Ashe) và 11 giờ sáng (các sân khác), các trận đấu ban đêm bắt đầu vào 7 giờ tối Múi giờ miền Đông (EDT) |                                                |                                           |                                        |

### Ngày 8 (5 tháng 9)
- Hạt giống bị loại:
  - Đơn nam:  Rafael Nadal [2],  Cameron Norrie [7],  Marin Čilić [15]
  - Đơn nữ:  Danielle Collins [19],  Petra Kvitová [21],  Victoria Azarenka [26]
  - Đôi nam:  Tim Pütz /  Michael Venus [4],  Thanasi Kokkinakis /  Nick Kyrgios [8]
  - Đôi nữ:  Lyudmyla Kichenok /  Jeļena Ostapenko [4], Xu Yifan /  Yang Zhaoxuan [7],  Marta Kostyuk /  Zhang Shuai [11]
- Lịch thi đấu Lưu trữ ngày 7 tháng 9 năm 2022 tại Wayback Machine

| Trận đấu trên Sân chính | Trận đấu trên Sân chính                       | Trận đấu trên Sân chính                    | Trận đấu trên Sân chính                |
| Trận đấu trên Sân vận động Arthur Ashe | Trận đấu trên Sân vận động Arthur Ashe        | Trận đấu trên Sân vận động Arthur Ashe     | Trận đấu trên Sân vận động Arthur Ashe |
| Sự kiện | Người thắng trận                              | Người thua cuộc                            | Tỷ số                                  |
| --- | --------------------------------------------- | ------------------------------------------ | -------------------------------------- |
| Vòng 4 đơn nữ | Jessica Pegula [8]                            | Petra Kvitová [21]                         | 6–3, 6–2                               |
| Vòng 4 đơn nam | Frances Tiafoe [22]                           | Rafael Nadal [2]                           | 6–4, 4–6, 6–4, 6–3                     |
| Vòng 4 đơn nữ | Aryna Sabalenka [6]                           | Danielle Collins [19]                      | 3–6, 6–3, 6–2                          |
| Vòng 4 đơn nam | Carlos Alcaraz [3]                            | Marin Čilić [15]                           | 6–3, 4–6, 6–4, 4–6, 6–3                |
| Trận đấu trên Sân vận động Louis Armstrong |                                               |                                            |                                        |
| Sự kiện | Người thắng trận                              | Người thua cuộc                            | Tỷ số                                  |
| Vòng 4 đơn nam | Andrey Rublev [9]                             | Cameron Norrie [7]                         | 6–4, 6–4, 6–4                          |
| Vòng 4 đơn nữ | Iga Świątek [1]                               | Jule Niemeier                              | 2–6, 6–4, 6–0                          |
| Vòng 4 đơn nữ | Karolína Plíšková [22]                        | Victoria Azarenka [26]                     | 7–5, 6–7(5–7), 6–2                     |
| Vòng 4 đơn nam | Jannik Sinner [11]                            | Ilya Ivashka                               | 6–1, 5–7, 6–2, 4–6, 6–3                |
| Trận đấu trên sân Grandstand |                                               |                                            |                                        |
| Sự kiện | Người thắng trận                              | Người thua cuộc                            | Tỷ số                                  |
| Vòng 3 đôi nam | Juan Sebastián Cabal [13] Robert Farah [13]   | Tim Pütz [4] Michael Venus [4]             | 6–7(2–7), 6–4, 6–3                     |
| Vòng 3 đôi nữ | Caroline Garcia [14] Kristina Mladenovic [14] | Lyudmyla Kichenok [4] Jeļena Ostapenko [4] | 6–4, 6–2                               |
| Vòng 3 đôi nam | Lloyd Glasspool [11] Harri Heliövaara [11]    | Thanasi Kokkinakis [8] Nick Kyrgios [8]    | 3–6, 7–6(8–6), 7–6(10–8)               |
| Tứ kết đôi nam nữ | Zhang Shuai [2] Mate Pavić [2]                | Ena Shibahara [PR] Franko Škugor [PR]      | 7–6(7–5), 4–6, [10–3]                  |
| Trận đấu được tô màu là trận đấu diễn ra vào ban đêm |                                               |                                            |                                        |
| Các trận đấu bắt đầu vào 12 giờ sáng (Sân vận động Arthur Ashe) và 11 giờ sáng (các sân khác), các trận đấu ban đêm bắt đầu vào 7 giờ tối Múi giờ miền Đông (EDT) |                                               |                                            |                                        |

### Ngày 9 (6 tháng 9)
- Hạt giống bị loại:
  - Đơn nam:  Matteo Berrettini [13],  Nick Kyrgios [23]
  - Đơn nữ:  Coco Gauff [12]
  - Đôi nam:  Nikola Mektić /  Mate Pavić [6],  Lloyd Glasspool /  Harri Heliövaara [11]
- Lịch thi đấu Lưu trữ ngày 7 tháng 9 năm 2022 tại Wayback Machine

| Trận đấu trên Sân chính | Trận đấu trên Sân chính                                                                | Trận đấu trên Sân chính                                                                | Trận đấu trên Sân chính                |
| Trận đấu trên Sân vận động Arthur Ashe | Trận đấu trên Sân vận động Arthur Ashe                                                 | Trận đấu trên Sân vận động Arthur Ashe                                                 | Trận đấu trên Sân vận động Arthur Ashe |
| Sự kiện | Người thắng trận                                                                       | Người thua cuộc                                                                        | Tỷ số                                  |
| --- | -------------------------------------------------------------------------------------- | -------------------------------------------------------------------------------------- | -------------------------------------- |
| Tứ kết đơn nam | Casper Ruud [5]                                                                        | Matteo Berrettini [13]                                                                 | 6–1, 6–4, 7–6(7–4)                     |
| Tứ kết đơn nữ | Ons Jabeur [5]                                                                         | Ajla Tomljanović                                                                       | 6–4, 7–6(7–4)                          |
| Tứ kết đơn nữ | Caroline Garcia [17]                                                                   | Coco Gauff [12]                                                                        | 6–3, 6–4                               |
| Tứ kết đơn nam | Karen Khachanov [27]                                                                   | Nick Kyrgios [23]                                                                      | 7–5, 4–6, 7–5, 6–7(3–7), 6–4           |
| Trận đấu trên Sân vận động Louis Armstrong |                                                                                        |                                                                                        |                                        |
| Sự kiện | Người thắng trận                                                                       | Người thua cuộc                                                                        | Tỷ số                                  |
| Tứ kết đôi nam | Rajeev Ram [1] Joe Salisbury [1]                                                       | Hugo Nys Jan Zieliński                                                                 | 6–4, 6–7(3–7), 6–4                     |
| Tứ kết đôi nam | Wesley Koolhof [2] Neal Skupski [2]                                                    | Marcelo Demoliner [PR] João Sousa [PR]                                                 | 6–3, 6–1                               |
| Tứ kết đôi nữ | Nicole Melichar-Martinez [10] Ellen Perez [10]                                         | Kirsten Flipkens Sara Sorribes Tormo                                                   | 6–7(5–7), 6–4, 6–4                     |
| Tứ kết đôi nam | Marcelo Arévalo [3] Jean-Julien Rojer [3]                                              | Nikola Mektić [6] Mate Pavić [6]                                                       | 6–3, 6–4                               |
| Tứ kết đôi nam | Juan Sebastián Cabal [13] Robert Farah [13]                                            | Lloyd Glasspool [11] Harri Heliövaara [11]                                             | 7–6(7–5), 6–2                          |
| Trận đấu trên sân Grandstand |                                                                                        |                                                                                        |                                        |
| Sự kiện | Người thắng trận                                                                       | Người thua cuộc                                                                        | Tỷ số                                  |
| Tứ kết đôi nữ | Barbora Krejčíková / Kateřina Siniaková [3] vs Gabriela Dabrowski / Giuliana Olmos [5] | Barbora Krejčíková / Kateřina Siniaková [3] vs Gabriela Dabrowski / Giuliana Olmos [5] | Hoãn                                   |
| Tứ kết đôi nam nữ | Caty McNally / William Blumberg [WC] vs Jeļena Ostapenko / David Vega Hernández        | Caty McNally / William Blumberg [WC] vs Jeļena Ostapenko / David Vega Hernández        | Hoãn                                   |
| Tứ kết đôi nam nữ | Storm Sanders / John Peers [4] vs Leylah Fernandez / Jack Sock                         | Storm Sanders / John Peers [4] vs Leylah Fernandez / Jack Sock                         | Hoãn                                   |
| Trận đấu được tô màu là trận đấu diễn ra vào ban đêm |                                                                                        |                                                                                        |                                        |
| Các trận đấu bắt đầu vào 12 giờ sáng (Sân vận động Arthur Ashe) và 11 giờ sáng (các sân khác), các trận đấu ban đêm bắt đầu vào 7 giờ tối Múi giờ miền Đông (EDT) |                                                                                        |                                                                                        |                                        |

### Ngày 10 (7 tháng 9)
Trận đấu giữa Jannik Sinner và Carlos Alcaraz trở thành trận đấu kết thúc muộn nhất trong lịch sử giải đấu, Alcaraz thắng trận lúc 2:50 giờ sáng ET ngày hôm sau, vượt qua kỷ lục trước đó là 2:26 sáng. Đó là trận đấu dài thứ hai của giải đấu (kéo dài 5 tiếng 15 phút).
- Hạt giống bị loại:
  - Đơn nam:  Andrey Rublev [9],  Jannik Sinner [11]
  - Đơn nữ:  Jessica Pegula [8],  Karolína Plíšková [22]
  - Đôi nữ:  Gabriela Dabrowski /  Giuliana Olmos [5],  Desirae Krawczyk /  Demi Schuurs [6],  Caroline Garcia /  Kristina Mladenovic  [14]
  - Đôi nam nữ:  Zhang Shuai /  Mate Pavić [2]
- Lịch thi đấu Lưu trữ ngày 9 tháng 9 năm 2022 tại Wayback Machine

| Trận đấu trên Sân chính | Trận đấu trên Sân chính                           | Trận đấu trên Sân chính                       | Trận đấu trên Sân chính                |
| Trận đấu trên Sân vận động Arthur Ashe | Trận đấu trên Sân vận động Arthur Ashe            | Trận đấu trên Sân vận động Arthur Ashe        | Trận đấu trên Sân vận động Arthur Ashe |
| Sự kiện | Người thắng trận                                  | Người thua cuộc                               | Tỷ số                                  |
| --- | ------------------------------------------------- | --------------------------------------------- | -------------------------------------- |
| Tứ kết đơn nữ | Aryna Sabalenka [6]                               | Karolína Plíšková [22]                        | 6–1, 7–6(7–4)                          |
| Tứ kết đơn nam | Frances Tiafoe [22]                               | Andrey Rublev [9]                             | 7–6(7–3), 7–6(7–0), 6–4                |
| Tứ kết đơn nữ | Iga Świątek [1]                                   | Jessica Pegula [8]                            | 6–3, 7–6(7–4)                          |
| Tứ kết đơn nam | Carlos Alcaraz [3]                                | Jannik Sinner [11]                            | 6–3, 6–7(7–9), 6–7(0–7), 7–5, 6–3      |
| Trận đấu trên Sân vận động Louis Armstrong |                                                   |                                               |                                        |
| Sự kiện | Người thắng trận                                  | Người thua cuộc                               | Tỷ số                                  |
| Tứ kết đôi nữ | Barbora Krejčíková [3] Kateřina Siniaková [3]     | Gabriela Dabrowski [5] Giuliana Olmos [5]     | 6–3, 6–7(4–7), 6–3                     |
| Tứ kết đôi nữ | Caroline Dolehide [12] Storm Sanders [12]         | Caroline Garcia [14] Kristina Mladenovic [14] | 6–3, 6–3                               |
| Tứ kết đôi nữ | Caty McNally Taylor Townsend                      | Desirae Krawczyk [6] Demi Schuurs [6]         | 6–3, 6–1                               |
| Tứ kết đôi nam nữ | Storm Sanders [4] John Peers [4]                  | Leylah Fernandez Jack Sock                    | 7–5, 7–6(7–3)                          |
| Tứ kết đôi nam nữ | Caty McNally [WC] William Blumberg [WC]           | Jeļena Ostapenko David Vega Hernández         | 7–6(10–8), 6–2                         |
| Trận đấu trên sân Grandstand |                                                   |                                               |                                        |
| Sự kiện | Người thắng trận                                  | Người thua cuộc                               | Tỷ số                                  |
| Vòng 1 đơn nam xe lăn | Shingo Kunieda [1]                                | Joachim Gérard                                | 6–3, 7–5                               |
| Vòng 1 đơn nữ xe lăn | Aniek van Koot [3]                                | Dana Mathewson                                | 6–4, 6–3                               |
| Tứ kết đơn xe lăn quad | David Wagner                                      | Andy Lapthorne                                | 4–6, 6–1, 6–2                          |
| Bán kết đôi nam nữ | Kirsten Flipkens [PR] Édouard Roger-Vasselin [PR] | Zhang Shuai [2] Mate Pavić [2]                | 6–4, 5–7, [10–6]                       |
| Trận đấu được tô màu là trận đấu diễn ra vào ban đêm |                                                   |                                               |                                        |
| Các trận đấu bắt đầu vào 12 giờ sáng (Sân vận động Arthur Ashe) và 11 giờ sáng (các sân khác), các trận đấu ban đêm bắt đầu vào 7 giờ tối Múi giờ miền Đông (EDT) |                                                   |                                               |                                        |

### Ngày 11 (8 tháng 9)
Trận đấu đơn nữ bắt đầu tại Sân vận động Arthur Ashe đã dành hai phút mặc niệm cho cái chết của Nữ vương Vương quốc Anh Elizabeth II, người đã qua đời vào lúc 11:30 sáng ET và một thông báo công khai đã được đưa ra hai giờ sau đó.
- Hạt giống bị loại:
  - Đơn nữ:  Aryna Sabalenka [6],  Caroline Garcia [17]
  - Đôi nam:  Marcelo Arévalo /  Jean-Julien Rojer [3],  Juan Sebastián Cabal /  Robert Farah [13]
  - Đôi nữ:  Nicole Melichar-Martinez /  Ellen Perez [10]
- Lịch thi đấu Lưu trữ ngày 9 tháng 9 năm 2022 tại Wayback Machine

| Trận đấu trên Sân chính | Trận đấu trên Sân chính                       | Trận đấu trên Sân chính                        | Trận đấu trên Sân chính                |
| Trận đấu trên Sân vận động Arthur Ashe                                                                                                | Trận đấu trên Sân vận động Arthur Ashe        | Trận đấu trên Sân vận động Arthur Ashe         | Trận đấu trên Sân vận động Arthur Ashe |
| Sự kiện | Người thắng trận                              | Người thua cuộc                                | Tỷ số                                  |
| --- | --------------------------------------------- | ---------------------------------------------- | -------------------------------------- |
| Bán kết đơn nữ | Ons Jabeur [5]                                | Caroline Garcia [17]                           | 6–1, 6–3                               |
| Bán kết đơn nữ | Iga Świątek [1]                               | Aryna Sabalenka [6]                            | 3–6, 6–1, 6–4                          |
| Trận đấu trên Sân vận động Louis Armstrong                                                                                            |                                               |                                                |                                        |
| Sự kiện | Người thắng trận                              | Người thua cuộc                                | Tỷ số                                  |
| Bán kết đôi nam | Rajeev Ram [1] Joe Salisbury [1]              | Juan Sebastián Cabal [13] Robert Farah [13]    | 7–5, 4–6, 7–6(10–6)                    |
| Bán kết đôi nam | Wesley Koolhof [2] Neal Skupski [2]           | Marcelo Arévalo [3] Jean-Julien Rojer [3]      | 6–4, 7–5                               |
| Bán kết đôi nam nữ | Storm Sanders [4] John Peers [4]              | Caty McNally [WC] William Blumberg [WC]        | 6–2, 6–7(5–7), [10–8]                  |
| Bán kết đôi nữ | Barbora Krejčíková [3] Kateřina Siniaková [3] | Nicole Melichar-Martinez [10] Ellen Perez [10] | 6–3, 6–7(4–7), 6–3                     |
| Trận đấu được tô màu là trận đấu diễn ra vào ban đêm                                                                                  |                                               |                                                |                                        |
| Các trận đấu bắt đầu vào 12 giờ sáng, các trận đấu ban đêm tại Sân vận động Arthur Ashe bắt đầu vào 7 giờ tối Múi giờ miền Đông (EDT) |                                               |                                                |                                        |

### Ngày 12 (9 tháng 9)
- Hạt giống bị loại:
  - Đơn nam:  Frances Tiafoe [22],  Karen Khachanov [27]
  - Đôi nam:  Wesley Koolhof /  Neal Skupski [2]
  - Đôi nữ:  Caroline Dolehide  /  Storm Sanders [12]
- Lịch thi đấu Lưu trữ ngày 10 tháng 9 năm 2022 tại Wayback Machine

| Trận đấu trên Sân chính | Trận đấu trên Sân chính                | Trận đấu trên Sân chính                   | Trận đấu trên Sân chính                |
| Trận đấu trên Sân vận động Arthur Ashe                                                                                                | Trận đấu trên Sân vận động Arthur Ashe | Trận đấu trên Sân vận động Arthur Ashe    | Trận đấu trên Sân vận động Arthur Ashe |
| Sự kiện | Người thắng trận                       | Người thua cuộc                           | Tỷ số                                  |
| --- | -------------------------------------- | ----------------------------------------- | -------------------------------------- |
| Chung kết đôi nam | Rajeev Ram [1] Joe Salisbury [1]       | Wesley Koolhof [2] Neal Skupski [2]       | 7–6(7–4), 7–5                          |
| Bán kết đơn nam | Casper Ruud [5]                        | Karen Khachanov [27]                      | 7–6(7–5), 6–2, 5–7, 6–2                |
| Bán kết đơn nam | Carlos Alcaraz [3]                     | Frances Tiafoe [22]                       | 6–7(6–8), 6–3, 6–1, 6–7(5–7), 6–3      |
| Trận đấu trên Sân vận động Louis Armstrong                                                                                            |                                        |                                           |                                        |
| Sự kiện | Người thắng trận                       | Người thua cuộc                           | Tỷ số                                  |
| Bán kết đơn nam xe lăn | Shingo Kunieda [1]                     | Takuya Miki                               | 6–1, 6–2                               |
| Bán kết đôi nữ | Caty McNally Taylor Townsend           | Caroline Dolehide [12] Storm Sanders [12] | 1–6, 6–3, 6–3                          |
| Bán kết đôi nam xe lăn | Alfie Hewett [1] Gordon Reid [1]       | Alexander Cataldo Tokito Oda              | 6–3, 6–3                               |
| Bán kết đôi nữ xe lăn | Diede de Groot [1] Aniek van Koot [1]  | Manami Tanaka Zhu Zhenzhen                | 6–0, 6–1                               |
| Trận đấu được tô màu là trận đấu diễn ra vào ban đêm                                                                                  |                                        |                                           |                                        |
| Các trận đấu bắt đầu vào 12 giờ sáng, các trận đấu ban đêm tại Sân vận động Arthur Ashe bắt đầu vào 7 giờ tối Múi giờ miền Đông (EDT) |                                        |                                           |                                        |

### Ngày 13 (10 tháng 9)
- Hạt giống bị loại:
  - Đơn nữ:  Ons Jabeur [5]
- Lịch thi đấu Lưu trữ ngày 10 tháng 9 năm 2022 tại Wayback Machine

| Trận đấu trên Sân chính                                      | Trận đấu trên Sân chính                | Trận đấu trên Sân chính                           | Trận đấu trên Sân chính                |
| Trận đấu trên Sân vận động Arthur Ashe                       | Trận đấu trên Sân vận động Arthur Ashe | Trận đấu trên Sân vận động Arthur Ashe            | Trận đấu trên Sân vận động Arthur Ashe |
| Sự kiện                                                      | Người thắng trận                       | Người thua cuộc                                   | Tỷ số                                  |
| ------------------------------------------------------------ | -------------------------------------- | ------------------------------------------------- | -------------------------------------- |
| Chung kết đôi nam nữ                                         | Storm Sanders [4] John Peers [4]       | Kirsten Flipkens [PR] Édouard Roger-Vasselin [PR] | 4–6, 6–4, [10–7]                       |
| Chung kết đơn nữ                                             | Iga Świątek [1]                        | Ons Jabeur [5]                                    | 6–2, 7–6(7–5)                          |
| Trận đấu trên Sân vận động Louis Armstrong                   |                                        |                                                   |                                        |
| Sự kiện                                                      | Người thắng trận                       | Người thua cuộc                                   | Tỷ số                                  |
| Chung kết đôi nam xe lăn                                     | Martín de la Puente Nicolas Peifer     | Alfie Hewett [1] Gordon Reid [1]                  | 4–6, 7–5, [10–6]                       |
| Chung kết đôi xe lăn quad                                    | Sam Schröder [1] Niels Vink [1]        | Robert Shaw [2] David Wagner [2]                  | 6–1, 6–2                               |
| Chung kết đôi nữ xe lăn                                      | Diede de Groot [1] Aniek van Koot [1]  | Yui Kamiji [2] Kgothatso Montjane [2]             | 6–2, 6–2                               |
| Các trận đấu bắt đầu vào 12 giờ sáng Múi giờ miền Đông (EDT) |                                        |                                                   |                                        |

### Ngày 14 (11 tháng 9)
Barbora Krejčíková and Kateřina Siniaková trở thành đôi đầu tiên hoàn thành Super Slam sau khi vô địch cả 4 giải Grand Slam, Thế vận hội và WTA Finals.
- Hạt giống bị loại:
  - Đơn nam:  Casper Ruud [5]
- Lịch thi đấu Lưu trữ ngày 11 tháng 9 năm 2022 tại Wayback Machine

| Trận đấu trên Sân chính                                      | Trận đấu trên Sân chính                       | Trận đấu trên Sân chính                | Trận đấu trên Sân chính                |
| Trận đấu trên Sân vận động Arthur Ashe                       | Trận đấu trên Sân vận động Arthur Ashe        | Trận đấu trên Sân vận động Arthur Ashe | Trận đấu trên Sân vận động Arthur Ashe |
| Sự kiện                                                      | Người thắng trận                              | Người thua cuộc                        | Tỷ số                                  |
| ------------------------------------------------------------ | --------------------------------------------- | -------------------------------------- | -------------------------------------- |
| Chung kết đôi nữ                                             | Barbora Krejčíková [3] Kateřina Siniaková [3] | Caty McNally Taylor Townsend           | 3–6, 7–5, 6–1                          |
| Chung kết đơn nam                                            | Carlos Alcaraz [3]                            | Casper Ruud [5]                        | 6–4, 2–6, 7–6(7–1), 6–3                |
| Trận đấu trên Sân vận động Louis Armstrong                   |                                               |                                        |                                        |
| Sự kiện                                                      | Người thắng trận                              | Người thua cuộc                        | Tỷ số                                  |
| Chung kết đơn nam xe lăn                                     | Alfie Hewett [2]                              | Shingo Kunieda [1]                     | 7–6(7–2), 6–1                          |
| Chung kết đơn nữ xe lăn                                      | Diede de Groot [1]                            | Yui Kamiji [2]                         | 3–6, 6–1, 6–1                          |
| Các trận đấu bắt đầu vào 12 giờ sáng Múi giờ miền Đông (EDT) |                                               |                                        |                                        |

## Hạt giống đơn

### Đơn nam
Dưới đây là những tay vợt được xếp loại hạt giống. Hạt giống dựa trên bảng xếp hạng ATP và WTA vào ngày 22 tháng 8 năm 2022. Xếp hạng và điểm trước vào ngày 29 tháng 8 năm 2022.
| Hạt giống | Xếp hạng | Tay vợt                 | Điểm trước | Điểm bảo vệ (hoặc kết quả tốt nhất lần 19)† | Điểm thắng | Điểm sau | Thực trạng                                 |
| --------- | -------- | ----------------------- | ---------- | ------------------------------------------- | ---------- | -------- | ------------------------------------------ |
| 1         | 1        | Daniil Medvedev         | 6,885      | 2,000                                       | 180        | 5,065    | Vòng 4 thua trước Nick Kyrgios [23]        |
| 2         | 3        | Rafael Nadal            | 5,630      | (0)                                         | 180        | 5,810    | Vòng 4 thua trước Frances Tiafoe [22]      |
| 3         | 4        | Carlos Alcaraz          | 5,100      | 360                                         | 2,000      | 6,740    | Vô địch, đánh bại Casper Ruud [5]          |
| 4         | 5        | Stefanos Tsitsipas      | 4,890      | 90                                          | 10         | 4,810    | Vòng 1 thua trước Daniel Elahi Galán (Q)   |
| 5         | 7        | Casper Ruud             | 4,695      | 45                                          | 1,200      | 5,850    | Á quân, thua trước Carlos Alcaraz [3]      |
| 6         | 8        | Félix Auger-Aliassime   | 3,625      | 720                                         | 45         | 2,950    | Vòng 2 thua trước Jack Draper              |
| 7         | 9        | Cameron Norrie          | 3,415      | (45)                                        | 180        | 3,550    | Vòng 4 thua trước Andrey Rublev [9]        |
| 8         | 10       | Hubert Hurkacz          | 3,355      | 45                                          | 45         | 3,355    | Vòng 2 thua trước Ilya Ivashka             |
| 9         | 11       | Andrey Rublev           | 3,120      | 90                                          | 360        | 3,390    | Tứ kết thua trước Frances Tiafoe [22]      |
| 10        | 12       | Taylor Fritz            | 3,090      | 45                                          | 10         | 3,055    | Vòng 1 thua trước Brandon Holt (Q)         |
| 11        | 13       | Jannik Sinner           | 3,020      | 180                                         | 360        | 3,200    | Tứ kết thua trước Carlos Alcaraz [3]       |
| 12        | 15       | Pablo Carreño Busta     | 2,340      | 10                                          | 180        | 2,510    | Vòng 4 thua trước Karen Khachanov [27]     |
| 13        | 14       | Matteo Berrettini       | 2,360      | 360                                         | 360        | 2,360    | Tứ kết thua trước Casper Ruud [5]          |
| 14        | 16       | Diego Schwartzman       | 2,200      | 180                                         | 90         | 2,110    | Vòng 3 thua trước Frances Tiafoe [22]      |
| 15        | 17       | Marin Čilić             | 2,175      | 10                                          | 180        | 2,345    | Vòng 4 thua trước Carlos Alcaraz [3]       |
| 16        | 18       | Roberto Bautista Agut   | 1,840      | 90                                          | 10         | 1,760    | Vòng 1 thua trước J. J. Wolf (WC)          |
| 17        | 19       | Grigor Dimitrov         | 1,730      | 45                                          | 45         | 1,730    | Vòng 2 thua trước Brandon Nakashima        |
| 18        | 20       | Alex de Minaur          | 1,665      | 10                                          | 90         | 1,745    | Vòng 3 thua trước Pablo Carreño Busta [12] |
| 19        | 21       | Denis Shapovalov        | 1,640      | 90                                          | 90         | 1,640    | Vòng 3 thua trước Andrey Rublev [9]        |
| 20        | 23       | Dan Evans               | 1,510      | 180                                         | 90         | 1,420    | Vòng 3 thua trước Marin Čilić [15]         |
| 21        | 22       | Botic van de Zandschulp | 1,573      | 385                                         | 45         | 1,233    | Vòng 2 thua trước Corentin Moutet (LL)     |
| 22        | 26       | Frances Tiafoe          | 1,400      | 180                                         | 720        | 1,940    | Bán kết thua trước Carlos Alcaraz [3]      |
| 23        | 25       | Nick Kyrgios            | 1,430      | 10                                          | 360        | 1,780    | Tứ kết thua trước Karen Khachanov [27]     |
| 24        | 27       | Francisco Cerúndolo     | 1,400      | 16                                          | 10         | 1,394    | Vòng 1 thua trước Andy Murray              |
| 25        | 29       | Borna Ćorić             | 1,360      | (0)                                         | 45         | 1,405    | Vòng 2 thua trước Jenson Brooksby          |
| 26        | 30       | Lorenzo Musetti         | 1,322      | 45                                          | 90         | 1,367    | Vòng 3 thua trước Ilya Ivashka             |
| 27        | 31       | Karen Khachanov         | 1,315      | (45)                                        | 720        | 1,990    | Bán kết thua trước Casper Ruud [5]         |
| 28        | 33       | Holger Rune             | 1,310      | 35                                          | 90         | 1,365    | Vòng 3 thua trước Cameron Norrie [7]       |
| 29        | 34       | Tommy Paul              | 1,305      | (20)                                        | 90         | 1,375    | Vòng 3 thua trước Casper Ruud [5]          |
| 30        | 32       | Maxime Cressy           | 1,313      | 70                                          | 10         | 1,253    | Vòng 1 bỏ cuộc trước Márton Fucsovics      |
| 31        | 35       | Nikoloz Basilashvili    | 1,290      | 90                                          | 10         | 1,210    | Vòng 1 thua trước Wu Yibing (Q)            |
| 32        | 36       | Miomir Kecmanović       | 1,245      | 10                                          | 45         | 1,280    | Vòng 2 thua trước Richard Gasquet          |

† Cột này hiển thị điểm của tay vợt từ giải đấu năm 2021 hoặc điểm tốt nhất của lần 19 (hiển thị trong ngoặc đơn). Chỉ điểm xếp hạng tính đến thứ hạng của tay vợt vào ngày 29 tháng 8 năm 2022, được hiển thị trong cột.

#### Tay vợt rút lui khỏi giải đấu
Dưới đây là những tay vợt được xếp loại hạt giống, nhưng rút lui trước khi giải đấu bắt đầu.
| Xếp hạng | Tay vợt          | Điểm trước | Điểm bảo vệ | Điểm sau | Lý do rút lui                                                             |
| -------- | ---------------- | ---------- | ----------- | -------- | ------------------------------------------------------------------------- |
| 2        | Alexander Zverev | 5,760      | 720         | 5,040    | Chấn thương cổ chân phải                                                  |
| 6        | Novak Djokovic   | 4,770      | 1,200       | 3,570    | Không đáp ứng yêu cầu tiêm chủng vắc-xin COVID-19 để nhập cảnh vào Hoa Kỳ |
| 24       | Gaël Monfils     | 1,435      | 90          | 1,345    | Chấn thương chân                                                          |
| 28       | Reilly Opelka    | 1,365      | 180         | 1,185    | Chấn thương gót chân                                                      |

### Đơn nữ
| Hạt giống | Xếp hạng | Tay vợt               | Điểm trước | Điểm bảo vệ | Điểm thắng | Điểm sau | Thực trạng                               |
| --------- | -------- | --------------------- | ---------- | ----------- | ---------- | -------- | ---------------------------------------- |
| 1         | 1        | Iga Świątek           | 8,605      | 240         | 2,000      | 10,365   | Vô địch, đánh bại Ons Jabeur [5]         |
| 2         | 2        | Anett Kontaveit       | 4,360      | 130         | 70         | 4,300    | Vòng 2 thua trước Serena Williams (PR)   |
| 3         | 3        | Maria Sakkari         | 4,190      | 780         | 70         | 3,480    | Vòng 2 thua trước Wang Xiyu              |
| 4         | 4        | Paula Badosa          | 3,980      | 70          | 70         | 3,980    | Vòng 2 thua trước Petra Martić           |
| 5         | 5        | Ons Jabeur            | 3,920      | 130         | 1,300      | 5,090    | Á quân, thua trước Iga Świątek [1]       |
| 6         | 6        | Aryna Sabalenka       | 3,470      | 780         | 780        | 3,470    | Bán kết thua trước Iga Świątek [1]       |
| 7         | 7        | Simona Halep          | 3,255      | 240         | 10         | 3,025    | Vòng 1 thua trước Daria Snigur (Q)       |
| 8         | 8        | Jessica Pegula        | 3,201      | 130         | 430        | 3,501    | Tứ kết thua trước Iga Świątek [1]        |
| 9         | 10       | Garbiñe Muguruza      | 2,886      | 240         | 130        | 2,776    | Vòng 3 thua trước Petra Kvitová [21]     |
| 10        | 9        | Daria Kasatkina       | 3,015      | 130         | 10         | 2,895    | Vòng 1 thua trước Harriet Dart           |
| 11        | 11       | Emma Raducanu         | 2,756      | 2,040       | 10         | 726      | Vòng 1 thua trước Alizé Cornet           |
| 12        | 12       | Coco Gauff            | 2,687      | 70          | 430        | 3,047    | Tứ kết thua trước Caroline Garcia [17]   |
| 13        | 13       | Belinda Bencic        | 2,635      | 430         | 130        | 2,335    | Vòng 3 thua trước Karolína Plíšková [22] |
| 14        | 14       | Leylah Fernandez      | 2,540      | 1,300       | 70         | 1,310    | Vòng 2 thua trước Liudmila Samsonova     |
| 15        | 15       | Beatriz Haddad Maia   | 2,317      | (96+96)†    | 70+43      | 2,238    | Vòng 2 thua trước Bianca Andreescu       |
| 16        | 16       | Jeļena Ostapenko      | 2,316      | (1)‡        | 10         | 2,325    | Vòng 1 thua trước Zheng Qinwen           |
| 17        | 17       | Caroline Garcia       | 2,220      | 70          | 780        | 2,930    | Bán kết thua trước Ons Jabeur [5]        |
| 18        | 18       | Veronika Kudermetova  | 2,206      | 10          | 240        | 2,436    | Vòng 4 thua trước Ons Jabeur [5]         |
| 19        | 19       | Danielle Collins      | 2,167      | 130         | 240        | 2,277    | Vòng 4 thua trước Aryna Sabalenka [6]    |
| 20        | 20       | Madison Keys          | 2,128      | 10          | 130        | 2,248    | Vòng 3 thua trước Coco Gauff [12]        |
| 21        | 21       | Petra Kvitová         | 2,077      | 130         | 240        | 2,187    | Vòng 4 thua trước Jessica Pegula [8]     |
| 22        | 22       | Karolína Plíšková     | 2,007      | 430         | 430        | 2,007    | Tứ kết thua trước Aryna Sabalenka [6]    |
| 23        | 23       | Barbora Krejčíková    | 2,003      | 430         | 70         | 1,643    | Vòng 2 thua trước Aleksandra Krunić      |
| 24        | 24       | Amanda Anisimova      | 1,900      | 70          | 10         | 1,840    | Vòng 1 thua trước Yulia Putintseva       |
| 25        | 25       | Elena Rybakina        | 1,850      | 130         | 10         | 1,730    | Vòng 1 thua trước Clara Burel (Q)        |
| 26        | 26       | Victoria Azarenka     | 1,841      | 130         | 240        | 1,951    | Vòng 4 thua trước Karolína Plíšková [22] |
| 27        | 27       | Martina Trevisan      | 1,771      | 70+95       | 10+20      | 1,636    | Vòng 1 thua trước Evgeniya Rodina (PR)   |
| 28        | 28       | Ekaterina Alexandrova | 1,750      | 70          | 70         | 1,750    | Vòng 2 thua trước Lauren Davis           |
| 29        | 29       | Alison Riske-Amritraj | 1,525      | 10          | 240        | 1,755    | Vòng 4 thua trước Caroline Garcia [17]   |
| 30        | 30       | Jil Teichmann         | 1,517      | 70          | 10         | 1,457    | Vòng 1 thua trước Zhang Shuai            |
| 31        | 31       | Shelby Rogers         | 1,516      | 240         | 130        | 1,406    | Vòng 3 thua trước Ons Jabeur [5]         |
| 32        | 33       | Elise Mertens         | 1,435      | 240         | 10         | 1,205    | Vòng 1 thua trước Irina-Camelia Begu     |

† Tay vợt không vượt qua vòng loại ở giải đấu năm 2021 và có điểm bảo vệ từ hai giải ITF (Collonge-Bellerive và Montreux).

‡ Tay vợt không bắt buộc phải có 0 điểm ở giải đấu năm 2021 trong xếp hạng do các quy tắc COVID-19 của WTA. Thay vào đó, điểm tốt nhất của lần 16 sẽ bị trừ.

## Hạt giống đôi
| Đội                  | Đội                    | Xếp hạng1 | Hạt giống |
| -------------------- | ---------------------- | --------- | --------- |
| Rajeev Ram           | Joe Salisbury          | 3         | 1         |
| Wesley Koolhof       | Neal Skupski           | 7         | 2         |
| Marcelo Arévalo      | Jean-Julien Rojer      | 11        | 3         |
| Tim Pütz             | Michael Venus          | 15        | 4         |
| Marcel Granollers    | Horacio Zeballos       | 20        | 5         |
| Nikola Mektić        | Mate Pavić             | 25        | 6         |
| Ivan Dodig           | Austin Krajicek        | 40        | 7         |
| Thanasi Kokkinakis   | Nick Kyrgios           | 41        | 8         |
| Rohan Bopanna        | Matwé Middelkoop       | 41        | 9         |
| Jamie Murray         | Bruno Soares           | 48        | 10        |
| Lloyd Glasspool      | Harri Heliövaara       | 49        | 11        |
| Kevin Krawietz       | Andreas Mies           | 51        | 12        |
| Juan Sebastián Cabal | Robert Farah           | 60        | 13        |
| Santiago González    | Andrés Molteni         | 64        | 14        |
| Simone Bolelli       | Fabio Fognini          | 66        | 15        |
| Nicolas Mahut        | Édouard Roger-Vasselin | 67        | 16        |

| Đội                      | Đội                 | Xếp hạng1 | Hạt giống |
| ------------------------ | ------------------- | --------- | --------- |
| Veronika Kudermetova     | Elise Mertens       | 6         | 1         |
| Coco Gauff               | Jessica Pegula      | 7         | 2         |
| Barbora Krejčíková       | Kateřina Siniaková  | 11        | 3         |
| Lyudmyla Kichenok        | Jeļena Ostapenko    | 19        | 4         |
| Gabriela Dabrowski       | Giuliana Olmos      | 20        | 5         |
| Desirae Krawczyk         | Demi Schuurs        | 27        | 6         |
| Xu Yifan                 | Yang Zhaoxuan       | 32        | 7         |
| Anna Danilina            | Beatriz Haddad Maia | 44        | 8         |
| Asia Muhammad            | Ena Shibahara       | 45        | 9         |
| Nicole Melichar-Martinez | Ellen Perez         | 49        | 10        |
| Marta Kostyuk            | Zhang Shuai         | 51        | 11        |
| Caroline Dolehide        | Storm Sanders       | 54        | 12        |
| Alexa Guarachi           | Andreja Klepač      | 57        | 13        |
| Caroline Garcia          | Kristina Mladenovic | 60        | 14        |
| Shuko Aoyama             | Chan Hao-ching      | 65        | 15        |
| Alicja Rosolska          | Erin Routliffe      | 71        | 16        |

### Đôi nam nữ
| Đội              | Đội              | Xếp hạng1 | Hạt giống |
| ---------------- | ---------------- | --------- | --------- |
| Desirae Krawczyk | Neal Skupski     | 14        | 1         |
| Zhang Shuai      | Mate Pavić       | 17        | 2         |
| Giuliana Olmos   | Marcelo Arévalo  | 19        | 3         |
| Storm Sanders    | John Peers       | 29        | 4         |
| Jessica Pegula   | Austin Krajicek  | 32        | 5         |
| Yang Zhaoxuan    | Rohan Bopanna    | 34        | 6         |
| Ellen Perez      | Michael Venus    | 35        | 7         |
| Demi Schuurs     | Matwé Middelkoop | 38        | 8         |

1Bảng xếp hạng vào ngày 22 tháng 8 năm 2022.

## Nhà vô địch

### Đơn nam
- Carlos Alcaraz đánh bại  Casper Ruud, 6–4, 2–6, 7–6(7–1), 6–3

### Đơn nữ
- Iga Świątek đánh bại  Ons Jabeur, 6–2, 7–6(7–5)

### Đôi nam
- Rajeev Ram /  Joe Salisbury đánh bại  Wesley Koolhof /  Neal Skupski, 7–6(7–4), 7–5

### Đôi nữ
- Barbora Krejčiková /  Kateřina Siniaková đánh bại  Caty McNally /  Taylor Townsend, 3–6, 7–5, 6–1

### Đôi nam nữ
- Storm Sanders /  John Peers đánh bại  Kirsten Flipkens /  Édouard Roger-Vasselin, 4–6, 6–4, [10–7]

### Đơn nam xe lăn
- Alfie Hewett đánh bại  Shingo Kunieda, 7–6(7–2), 6–1

### Đơn nữ xe lăn
- Diede de Groot đánh bại  Yui Kamiji, 3–6, 6–1, 6–1

### Đơn xe lăn quad
- Niels Vink đánh bại  Sam Schröder, 7–5, 6–3

### Đôi nam xe lăn
- Martín de la Puente /  Nicolas Peifer đánh bại  Alfie Hewett /  Gordon Reid, 4–6, 7–5, [10–6]

### Đôi nữ xe lăn
- Diede de Groot /  Aniek van Koot đánh bại  Yui Kamiji /  Kgothatso Montjane, 6–2, 6–2

### Đôi xe lăn quad
- Sam Schröder /  Niels Vink đánh bại  Robert Shaw /  David Wagner, 6–1, 6–2

### Đơn nam trẻ
- Martín Landaluce đánh bại  Gilles-Arnaud Bailly, 7–6(7–3), 5–7, 6–2

### Đơn nữ trẻ
- Alex Eala đánh bại  Lucie Havlíčková, 6–2, 6–4

### Đôi nam trẻ
- Ozan Baris /  Nishesh Basavareddy đánh bại  Dylan Dietrich /  Juan Carlos Prado Ángelo, 6–1, 6–1

### Đôi nữ trẻ
- Lucie Havlíčková /  Diana Shnaider đánh bại  Carolina Kuhl /  Ella Seidel, 6–3, 6–2

### Đơn nam trẻ xe lăn
- Ben Bartram  đánh bại  Dahnon Ward, 6–4, 6–1

### Đơn nữ trẻ xe lăn
- Jade Moreira Lanai đánh bại  Yuma Takamuro, 7–5, 2–6, 7–6[10–5]

### Đôi nam trẻ xe lăn
- Ben Bartram /  Dahnon Ward đánh bại  Ivar van Rijt /  Saalim Naser, 6–4, 6–3

### Đôi nữ trẻ xe lăn
- Jade Moreira Lanai /  Maylee Phelps đánh bại  Lily Lautenschlager /  Ruby Bishop, 6–0, 6–0